# Allgemeiner Hausbesitzerverein zu Leipzig
Der Allgemeine Hausbesitzerverein zu Leipzig war eine 1878 in Leipzig gegründete Vereinigung von Hausbesitzern, wie sie um diese Zeit in zahlreichen Städten des Deutschen Reiches entstanden.

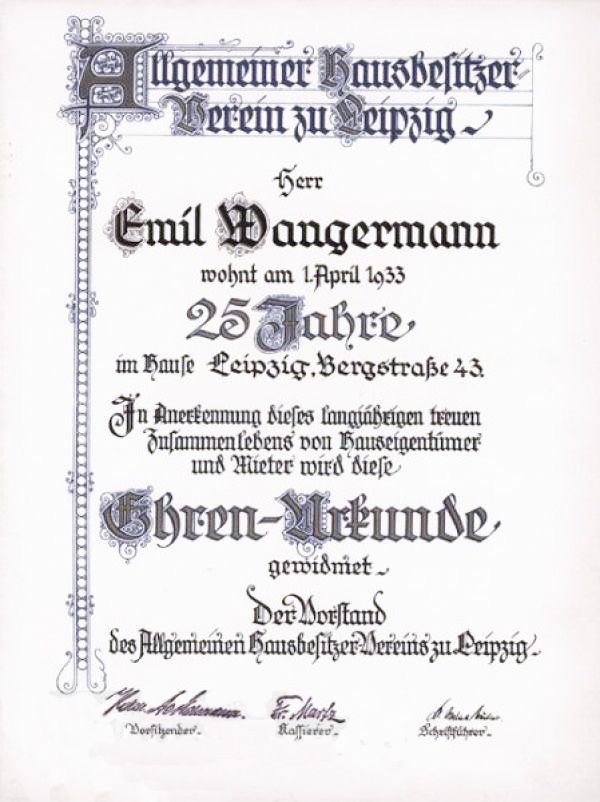
Urkunde für ein langjähriges Mietverhältnis

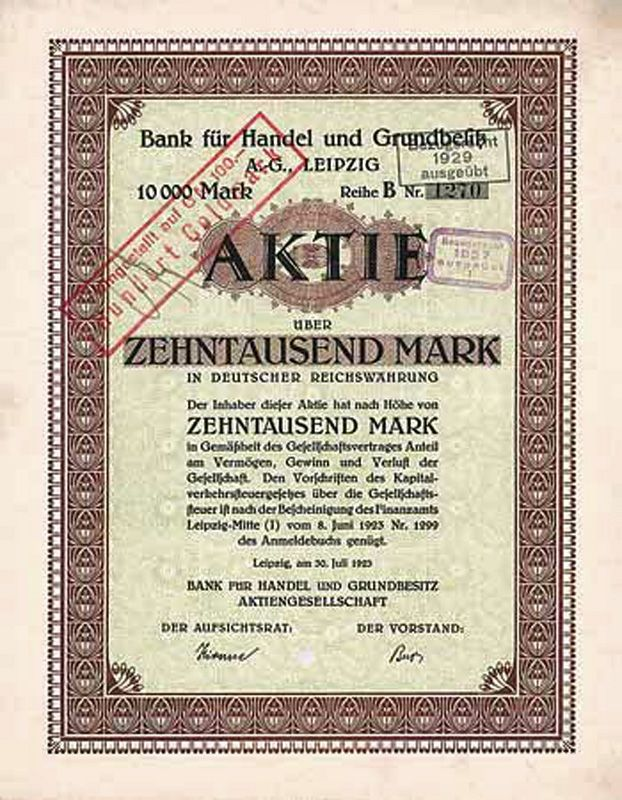
Aktie der Bank für Handel und Grundbesitz Leipzig

Die Ziele des Vereins waren unter anderem die Förderung von Eigentumsbildung sowie Schutz von Grund- und Immobilieneigentum in materieller und rechtlicher Form, insbesondere von „kleinen“ Hausbesitzern. Dazu gehörte auch die Förderung der Verbindung von Mieter und Vermieter. Es wurden zum Beispiel Ehrenurkunden für langjährige Mietverhältnisse verliehen.
Der Verein entwickelte sich rasant zu einem der größten und wirtschaftlich vitalsten Vereine im Reichsgebiet. Er gründete 1902 eine Spar- und Darlehenskasse der Hausbesitzer eGmbH, aus der 1910 die Leipziger Hausbesitzer-Bank hervorging und die ab 1923 als Bank für Handel und Grundbesitz AG firmierte. Der Verein betrieb auch eine eigene Grundstücksverwaltungsgesellschaft. Ab 1881 erschienen die Monatsblätter für Hausbesitzer, die eine Auflage bis zu 100.000 erreichten und damit zur auflagenstärksten Vereinszeitung für Grundbesitzer wurden.
Nach Ende des Zweiten Weltkriegs wurden in der Sowjetischen Besatzungszone die im Dritten Reich bestehenden Vereine verboten, so auch der Hausbesitzerverein. Er wurde auf SMAD-Befehl samt seiner Einrichtungen aufgelöst und enteignet. In den folgenden Jahren der DDR wurde privates Grundeigentum bestenfalls toleriert, in der Regel aber wirtschaftlich untergraben.
Im Verlauf der Wende gründete sich im März 1990 der Haus-, Wohnungs- und Grundeigentümer-Verein Leipzig und Umgebung e. V., der inzwischen auch unter der Kurzbezeichnung Haus & Grund Leipzig auftritt. Haus & Grund Leipzig ist Mitglied des Landesverbandes Sachsen und des Bundesverbandes Haus & Grund.
Seit 2015 vergibt Haus & Grund den Leipziger Immobilienpreis.